# Psilochorus acanthus
Psilochorus acanthus is een spinnensoort uit de familie trilspinnen (Pholcidae). De soort komt voor in de Verenigde Staten.